# Chroma key

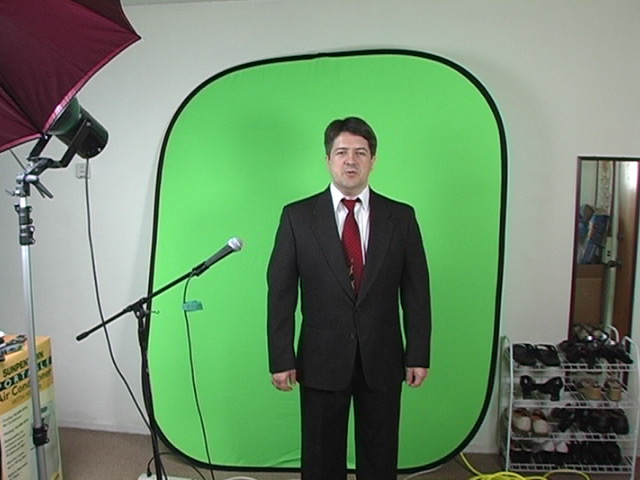
Chroma key

Chroma key, ou cromaqui em português, é uma técnica de efeito visual que consiste em colocar uma imagem sobre uma outra por meio do anulamento de uma cor padrão, como por exemplo o verde ou o azul.
É uma técnica de processamento de imagens cujo objetivo é eliminar o fundo de uma imagem para isolar os personagens ou objetos de interesse que posteriormente são combinados com uma outra imagem de fundo.
O efeito ou técnica chroma key é utilizado em vídeos em que se deseja substituir o fundo por algum outro vídeo ou foto. Em telejornais, na previsão do tempo, atrás da pessoa que apresenta há um mapa do local, para fazer esse efeito foi utilizada a técnica chroma key ou keying, na qual se filma em um fundo de cor sólida, geralmente azul e verde e hoje se usam até o vermelho, e depois se substitui essa cor.

## Aplicação
A parte principal é fotografada ou filmada contrastando em um fundo de apenas uma cor ou pequenas faixas de cores, normalmente azul ou verde. Quando o sinal cromático programado corresponde à(s) cor(es) do fundo, o sinal do fundo alternativo é colocado num sinal composto e transmitido, sobrepondo o fundo original. Quando o sinal cromático programado é diferente do fundo, esse é transmitido em sua forma original.

### Exemplos
Num exemplo conhecido, previsões do tempo televisionadas, o apresentador é filmado em frente a uma parede ou superfície plana, pintada geralmente de verde ou azul. O fundo é removido eletronicamente, e reposto com o mapa do tempo no qual o apresentador aponta (vendo de relance por monitores fora da área de filmagem). O apresentador não pode estar vestido com nenhuma roupa de cor parecida com a do fundo, ou parte da roupa pode ser escondida junto com o fundo.
Os apresentadores só ficam em bancada apresentando programas esportivos e jornalísticos em chroma key, enquanto os cenários em estúdios são reformados. Depois, os programas esportivos e jornalísticos ficam de cara nova, remodelados e renovados.
Há ainda muitos filmes que utilizam boa parte da técnica aplicada no chroma key. Os efeitos especiais com cabos, por exemplo, são feitos em um fundo azul ou verde, mas estes fundos servem apenas para aplicar a transparência em softwares especiais, onde ali pode-se colocar imagens ou animações em computador.

## Sensibilidade às cores
A técnica de chroma key melhorou muito desde suas primeiras aplicações. Mas ela ainda é instável devido a mudanças na luminosidade do fundo, como sombras e reflexos. A parte mais difícil de usar o azul ou o verde são as sombras, porque em um pequeno trecho da tela a sombra pode escurecer o fundo, tornando aquela cor de fundo uma cor mais escura, portanto reconhecida como outra tonalidade, dificultando o software a reconhecer o fundo.
O azul é preferido para mapas do tempo e efeitos especiais de filmes porque é uma cor complementar a da pele humana e consequentemente é fácil de aplicar o chroma key. Porém, em muitos casos o verde é preferido porque câmeras digitais retêm mais detalhes no canal de cor verde e ele necessita de menos luz do que o azul. Embora essas cores sejam as mais utilizadas, atualmente pode-se usar qualquer cor.